# Seven de Australia 2000
El Seven de Australia de 2000 fue la primera edición del torneo australiano de rugby 7, fue el séptimo torneo de la primera temporada de la Serie Mundial Masculina de Rugby 7.
Se disputó en la instalaciones del Lang Park de Brisbane.

## Fase de grupos

### Grupo A
| Equipo             | Encuentros | Encuentros | Encuentros | Encuentros | Tantos  | Tantos    | Tantos     | Puntos |
| Equipo             | jugados    | ganados    | empatados  | perdidos   | a favor | en contra | diferencia | Puntos |
| ------------------ | ---------- | ---------- | ---------- | ---------- | ------- | --------- | ---------- | ------ |
| Canadá             | 3          | 3          | 0          | 0          | 81      | 29        | 52         | 9      |
| Samoa              | 3          | 2          | 0          | 1          | 83      | 29        | 54         | 7      |
| Papúa Nueva Guinea | 3          | 1          | 0          | 2          | 64      | 87        | -23        | 5      |
| Hong Kong          | 3          | 0          | 0          | 3          | 22      | 105       | -83        | 3      |

Nota: Se otorgan 3 puntos al equipo que gane un partido, 2 al que empate y 1 al que pierda

### Grupo B
| Equipo     | Encuentros | Encuentros | Encuentros | Encuentros | Tantos  | Tantos    | Tantos     | Puntos |
| Equipo     | jugados    | ganados    | empatados  | perdidos   | a favor | en contra | diferencia | Puntos |
| ---------- | ---------- | ---------- | ---------- | ---------- | ------- | --------- | ---------- | ------ |
| Fiyi       | 3          | 3          | 0          | 0          | 127     | 21        | 106        | 9      |
| Argentina  | 3          | 2          | 0          | 1          | 70      | 38        | 22         | 7      |
| Uruguay    | 3          | 1          | 0          | 2          | 31      | 70        | -39        | 5      |
| Islas Cook | 3          | 0          | 0          | 3          | 7       | 106       | -89        | 3      |

### Grupo C
| Equipo        | Encuentros | Encuentros | Encuentros | Encuentros | Tantos  | Tantos    | Tantos     | Puntos |
| Equipo        | jugados    | ganados    | empatados  | perdidos   | a favor | en contra | diferencia | Puntos |
| ------------- | ---------- | ---------- | ---------- | ---------- | ------- | --------- | ---------- | ------ |
| Nueva Zelanda | 3          | 3          | 0          | 0          | 92      | 22        | 65         | 9      |
| Francia       | 3          | 2          | 0          | 1          | 61      | 59        | 7          | 7      |
| Tonga         | 3          | 1          | 0          | 2          | 55      | 80        | -25        | 5      |
| Japón         | 3          | 0          | 0          | 3          | 52      | 99        | -47        | 3      |

### Grupo D
| Equipo         | Encuentros | Encuentros | Encuentros | Encuentros | Tantos  | Tantos    | Tantos     | Puntos |
| Equipo         | jugados    | ganados    | empatados  | perdidos   | a favor | en contra | diferencia | Puntos |
| -------------- | ---------- | ---------- | ---------- | ---------- | ------- | --------- | ---------- | ------ |
| Australia      | 3          | 3          | 0          | 0          | 125     | 0         | 125        | 9      |
| Sudáfrica      | 3          | 2          | 0          | 1          | 73      | 35        | 38         | 7      |
| Estados Unidos | 3          | 1          | 0          | 2          | 29      | 92        | -63        | 5      |
| China          | 3          | 0          | 0          | 3          | 19      | 119       | -100       | 3      |

## Fase Final

### Cuartos de final
| 19 de febrero | Nueva Zelanda | 33 - 12 | Argentina |  |  |

| 19 de febrero | Australia | 12 - 5 | Samoa |  |  |

| 19 de febrero | Sudáfrica | 14 - 7 | Canadá |  |  |

| 19 de febrero | Fiyi | 47 - 7 | Francia |  |  |

### Semifinal
| 19 de febrero | Nueva Zelanda | 0 - 17 | Australia |  |  |

| 19 de febrero | Sudáfrica | 7 - 45 | Fiyi |  |  |

### Final
| 19 de febrero | Australia | 21 - 24 | Fiyi |  |  |

| Bandera de Fiyi        |
| Campeón Fiyi           |
| 4º título del circuito |